# Kirill Wiktorowitsch Boschenow
Kirill Wiktorowitsch Boschenow (russisch Кирилл Викторович Боженов; * 7. Dezember 2000 in Barnaul) ist ein russischer Fußballspieler.

## Karriere

### Verein
Boschenow begann seine Karriere bei Master-Saturn Jegorjewsk. Zur Saison 2018/19 wechselte er zur drittklassigen Zweitmannschaft des FK Chimki. Im August 2018 stand er gegen Rotor Wolgograd auch erstmals im Kader der Profis von Chimki. Für diese debütierte er im Oktober 2018 gegen den FK SKA-Chabarowsk in der Perwenstwo FNL. In der Saison 2018/19 kam er insgesamt zu 14 Zweitligaeinsätzen, zudem spielte er 17 Mal für Chimki-2 in der Perwenstwo PFL. In der Saison 2019/20 absolvierte er bis zum Saisonabbruch zwei Zweitliga- und 15 Drittligapartien. Mit Chimki stieg er zu Saisonende in die Premjer-Liga auf.
Sein Debüt in der höchsten russischen Spielklasse gab Boschenow im August 2020 gegen ZSKA Moskau. In der Saison 2020/21 kam er zu 26 Erstligaeinsätzen für Chimki. Zur Saison 2021/22 wurde er vom Ligakonkurrenten FK Rostow verpflichtet. Im Juli 2021 kehrte er allerdings leihweise nach Chimki zurück. Für Chimki kam er während der Leihe zu elf Einsätzen. Im Dezember 2021 kehrte er vorzeitig nach Rostow zurück. Im Februar 2022 wurde er allerdings erneut bis zum Saisonende an den FK Chimki verliehen. In einem weiteren Jahr in Chimki kam er zu 21 Einsätzen.
Im Februar 2023 wurde die Leihe vorzeitig beendet und Boschenow an den Zweitligisten Dynamo Machatschkala weiterverliehen. Bis Saisonende kam er zu sieben Zweitligaeinsätzen für Dynamo. Zur Saison 2023/24 kehrte er zunächst wieder nach Rostow zurück, ehe er den Verein im September 2023 endgültig verließ und sich dem Ligakonkurrenten FK Nischni Nowgorod anschloss. Dieser verlieh ihn aber direkt an den Drittligisten Chimik Dserschinsk, für den er bis zur Winterpause aber nicht zum Einsatz kam. Daraufhin kehrte er im Januar 2024 wieder nach Nischni Nowgorod zurück.

### Nationalmannschaft
Boschenow spielte im Februar 2019 einmal für die russische U-19-Auswahl und im folgenden August kam er zu drei Einsätzen für das U-20-Team. Im Juni 2021 debütierte er dann für die U-21 und schoss drei Monate später in der EM-Qualifikation gegen Malta seinen ersten Treffer.